# Lei, gli amici e tutto il resto
Lei, gli amici e tutto il resto (magyarul: „Ő, a barátok és a többiek mind”) Nek negyedik albuma, ami 1997-ben jelent meg. Az album leghíresebb dala a Laura non c'è (Laura nincsen), amivel Nek az egész világon ismertté vált. Ez Nek első olyan albuma, aminek elkészült a spanyol nyelvű változata.

## Érdekesség
A Laura non c'è dalnak elkészítette Nek az angol nyelvű változatát: Laura is away címmel, majd 2005-ben a francia Cérénával elénekelték a dal francia–olasz változatát is.

## Dalok
1. Laura non c'è (Laura nincsen)
2. Sei grande (Nagy vagy)
3. Restiamo qui (Maradjunk itt)
4. Vivere senza te (Nélküled élni)
5. Tu sei, tu sai (Te vagy, tudod)
6. Sei (Hat)
7. Dimmi cos'è (Mondd el nekem mi van)
8. Vai sola (Menj egyedül)
9. Solo (Egyedül)
10. E non mi dire che ho bevuto (És nem mondom, hogy ittam)
11. Nati per vivere (Életre születtél)
12. Andare, partire, tornare (Menni, elindulni, visszatérni)
13. Di più (Többet)
14. Fianco a fianco (Egymás mellett)